# ذئب إيراني
الذئب الإيراني أو الذئب الهندي أو الذئب التركي أو ذئب جنوب غرب آسيا (الاسم العلمي: Canis lupus pallipes) إحدى سلالات الذئب الرمادي التي تستوطن تركيا، أفغانستان، وإيران. وبلاد الشام والسعودية والعراق وقد كان العلماء يعتقدون في السابق أن السلالة القاطنة لهذه المنطقة هي السلالة الهندية ولكن أثبتت فحوصات الحمض النووي أن الذئاب في الهند تنتمي لنوع مستقل بذاته أصبح يعرف باسم الذئب الهندي، وبالتالي لم يعد بالإمكان القول بأن السلالة الهندية قاطنة للدول السالفة الذكر، فأُطلق اسم جديد على سلالة الذئب الرمادي التي تعيش في هذه المناطق وهي السلالة الإيرانية أو سلالة جنوب غرب آسيا وأصبحت السلالة الهندية غير داخلة في التصنيف العلمي للذئب الرمادي. كان يُعتقد بأن الذئب الإيراني هو السلف المباشر للدنغ، إلا أن الأدلة العلميّة أظهرت مؤخرًا أن الأخير وثيق الصلة أكثر بالكلاب المستأنسة. تُسمى هذه الحيوانات محليًّا في بلاد الشام بالذيب أو الديب (جمعها ذياب أو دياب).

## الوصف

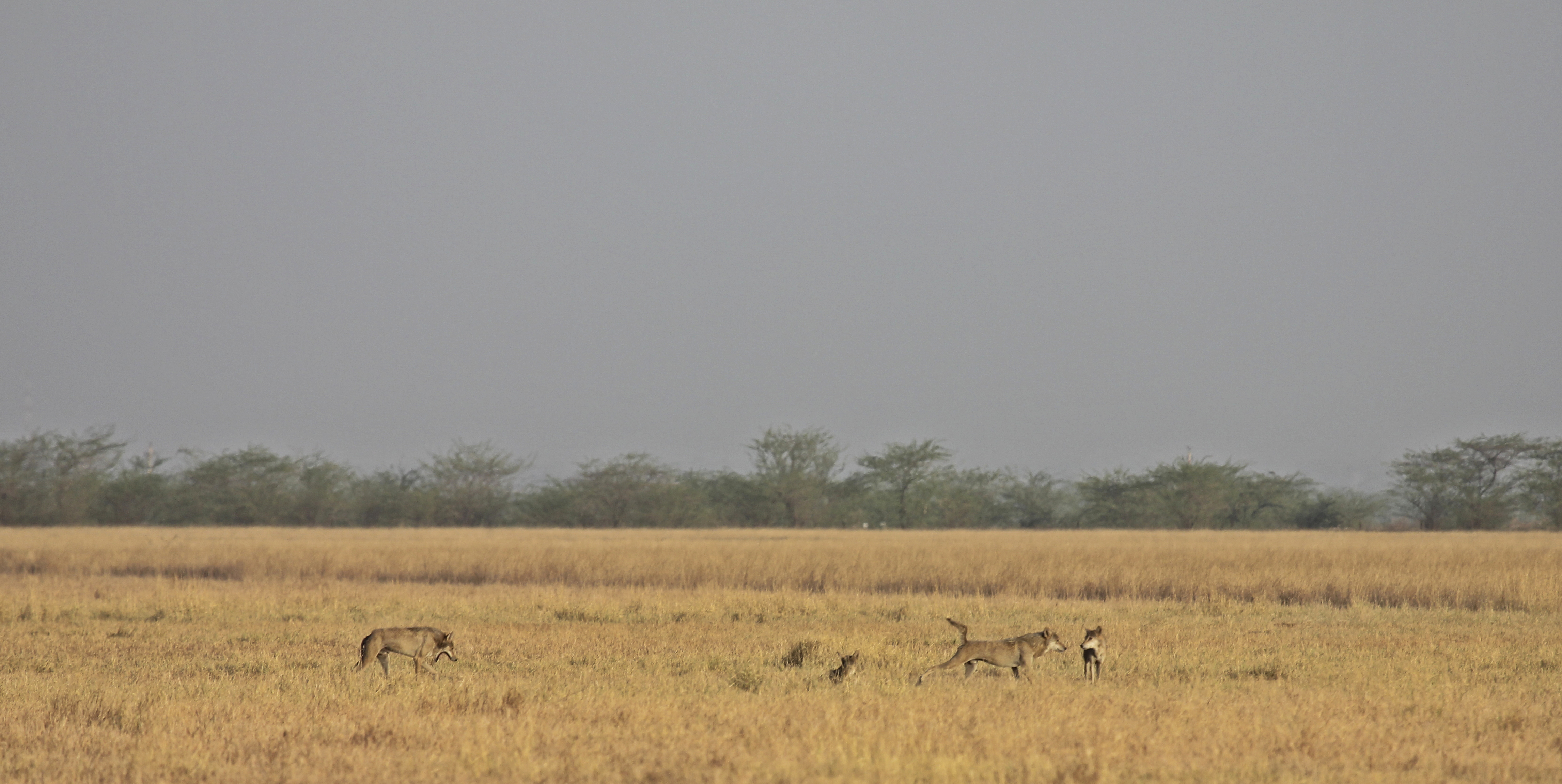
الذئب الإيراني

يبلغ ارتفاع الذئب الإيراني بين 18 و30 إنشًا عند الكتفين، ويزن قرابة 40 كيلوغرامًا. فراء هذه الحيوانات قصير باهت يساعدها على أن تتموه في البيئة الشبه الجافة التي تسكنها، كما وتمتلك معطفًا داخليًا بسيط مقارنة بالمعطف الداخلي للسلالات الأوروبية وحتى أن بعض الجمهرات منها خصوصًا التي تقطن المناطق الجنوبية لا تمتلك هذا المعطف على الإطلاق، وهذه الخاصية تساعدها على البقاء منتعشة في مناخ الشرق الأوسط الحار. ومن الخصائص الأخرى المميزة لهذه السلالة أنها نادرًا ما تعوي.
كانت هذه السلالة تصنف مع الذئاب الهندية على أنها سلالة واحدة هي السلالة الهندية، إلا أن فحوصات الحمض النووي أظهرت مؤخرًا أن ذئاب الهند تشكّل نوعًا جديدًا من الذئاب يطلق عليها الاسم العلمي Canis indica وأصبحت بالتالي هذه السلالة منفصلة عنها وبقيت تُصنف على أنها من نوع الذئب الرمادي. يمكن تمييز الذئب الإيراني عن الذئب العربي الذي يجاوره في الموطن في بعض الدول عبر اللون الداكن لفراء السلالة الإيرانية وحجمها الأكبر ورأسها الأضخم نسبيًا.

## الوضع الحالي للسلالة

موطن الذئب الإيراني

تبدو فلسطين بأنها الأمل الأخير لبقاء الذئب الإيراني في الشرق الأوسط لأنها الدولة الوحيدة التي تُحمى فيها الذئاب بشكل قانوي حيث يحظر على المزارعين قتلها إلا بحال ضبطها بالجرم المشهود وهي تقتل مواشيهم. ويعيش الآن ما بين 150 إلى 250 ذئبًا في شمالي ووسط فلسطين، وتعتبر الكلاب المستأنسة الخطر الأكبر على هذه السلالة في فلسطين حيث تقوم بالتزاوج معها في بعض الأحيان مما يلوث مخزونها الجيني. ولا تزال الذئاب الإيرانية تُصاد في جميع بلاد الشام الأخرى لمجرد الخوف منها وبسبب المغالاة في اعتبارها حيوانات خطرة على الإنسان والمواشي.

## تمثيل الذئب الإيراني في الحضارة البشرية
كان الذئب، والذي يسمّى بالتركية «بوزكورت»، الطوطم الرئيسي للعديد من القبائل التركية البدائية كما وأصبح بعد ذلك الرمز القومي للعديد من الدول التركية، من إمبراطورية الهون إلى الدولة العثمانية، وكان الأتراك يضعون على عصي الأعلام التي يحملونها أثناء المعارك رأس ذئب وذلك قبل أن يعتنقوا الإسلام حيث استبدلوا الرأس بالهلال والنجمة. وفي الميثولوجيا التركية يُعتقد بأن آباء الأتراك «غوكتوركس» ينحدران من أنثى ذئب تدعى «أسينا»، وهذه أسطورة مشابهة لأسطورة رومولوس وريموس مؤسسا روما، كما قام ذئب بإرشاد الأتراك إلى موطنهم الأسطوري الأصلي «أرغينيكون» وهو وادٍ تحجبه الجبال عن الأنظار. وذُكر الذئب في مخطوطات العهد الجديد والقديم على حد سواء على أنه يجسد الشيطان واُعتبر رمزًا للشر حيث قيل فيه بما معناه: «احذروا أنبياء الكذب الذين يأتوكم بثياب أغنام وهم في الداخل ذئاب شرسة».